# والتر غيبهارت
والتر غيبهارت (بالألمانية: Walter Gebhardt)‏ (10 نوفمبر 1945 في النمسا - ) هو لاعب كرة قدم نمساوي في مركز الدفاع. لعب مع رابيد فيينا ولاسك لينتس.

## مسيرته الكروية
لعب والتر غيبهارت خلال مسيرته الاحترافية مع ناديين في ثلاثة عشر موسمًا وسجل خلالها هدفين أثنين ضمن 306 مباراة. حيث فاز في موسمين بالكأس وفي موسمين بالدوري.
خاض والتر غيبهارت مسيرته مع نادي رابيد فيينا في موسم 1965–66 ليلعب معه ستة مواسم، مشاركًا في 135 مباراة سجل خلالها هدفًا واحدًا. ثم انتقل إلى نادي لاسك لينتس في موسم 1971–72 ليلعب معه سبعة مواسم، حيث شارك في 171 مباراة سجل خلالها هدفًا واحدًا أيضًا.

## وصلات خارجية
- والتر غيبهارت على موقع قاعدة بيانات كرة القدم.إي يو (الإنجليزية)
- والتر غيبهارت على موقع ناشيونال فوتبول تيمز (الإنجليزية)
- والتر غيبهارت على موقع عالم كرة القدم.نت (الإنجليزية)